# Gymnocalycium valnicekianum

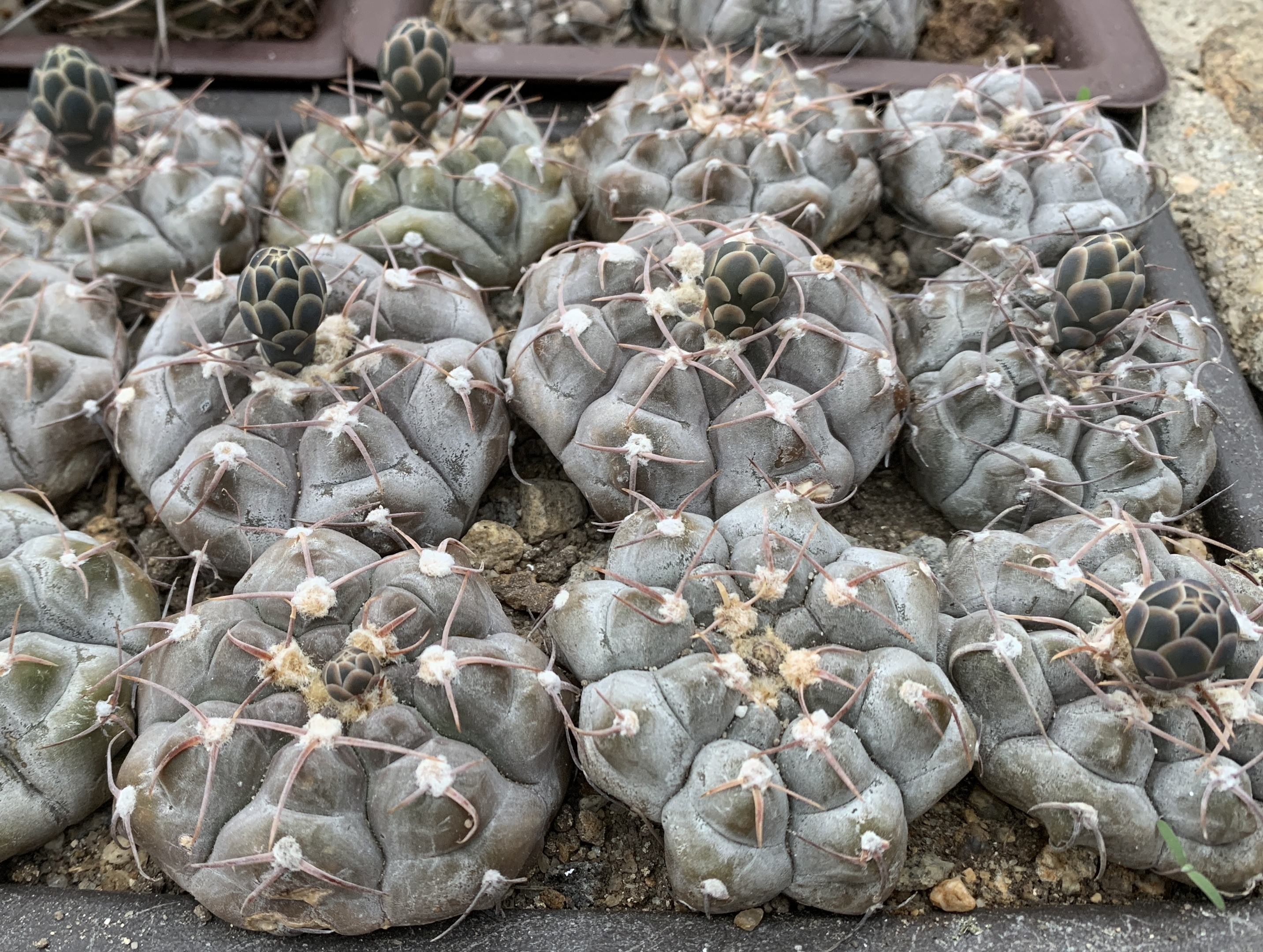
Gymnocalycium valnicekianum subsp. prochazkianum, mehrere Pflanzen in Kultur

Gymnocalycium valnicekianum ist eine Pflanzenart in der Gattung Gymnocalycium aus der Familie der Kakteengewächse (Cactaceae). Das Artepitheton valnicekianum ehrt den tschechischen Kakteenliebhaber Jan Valniček (1899–1967).

## Beschreibung
Gymnocalycium valnicekianum wächst einzeln mit graugrünen, matten, abgeflacht kugelförmigen Trieben, die bei Durchmessern von 18 Zentimetern Wuchshöhen von bis zu 18 Zentimeter erreichen. Die acht bis 13 Rippen sind in scharfe, stumpfe bis vorgezogene Höcker gegliedert. Der einzelne Mitteldorn ist wie die drei bis neun Randdornen gestaltet. Die grauen, einwärts gebogenen bis hakig gekrümmten und etwas verdrehten Randdornen sind 2,5 bis 3 Zentimeter lang. 
Die weißen bis rosafarben überhauchten Blüten besitzen einen leicht rosafarbenen Schlund. Sie erreichen eine Länge von 3,5 bis 4,5 Zentimeter und ebensolche Durchmesser.

## Verbreitung und Systematik
Gymnocalycium valnicekianum ist in der argentinischen Provinz Córdoba verbreitet. 
Die Erstbeschreibung erfolgte 1934 durch Bedrich Jajó. Ein nomenklatorisches Synonym ist Gymnocalycium mostii subsp. valnicekianum (Jajó) Mereg. & G.J.Charles (2008).
Es werden folgende Unterarten unterschieden:
- Gymnocalycium valnicekianum subsp. valnicekianum
- Gymnocalycium valnicekianum subsp. prochazkianum (Šorma) H.Till & Amerh.

## Nachweise